# Charles Pèlissier
Charles Pélissier, nacido el 20 de febrero de 1903 en Paris y fallecido el 28 de mayo de 1959, fue un ciclista francés.
Charles era el pequeño de los cuatro hermanos Pélissier, Jean, Henri y Francis.

## Palmarés
1925
- 1.º en la París-Arrás

1926
- Campeonato de Francia de Ciclocrós

1927
- Campeonato de Francia de Ciclocrós
- 2.º en el Campeonato de Francia en Ruta

1928
- Campeonato de Francia de Ciclocrós

1929
- 1 etapa del Tour de Francia

1930
- 8 etapas del Tour de Francia
- 2.º en el Campeonato de Francia en Ruta

1931
- 5 etapas del Tour de Francia

1933
- Critérium de As

1935
- 2 etapas del Tour de Francia

## Resultados en el Tour de Francia
- 1929 : 28.º ganador de una etapa
- 1930 : 9.º ganador de ocho etapas
- 1931 : 14.º ganador de cinco etapas
- 1933 : abandono
- 1934 : abandono
- 1935 : 13.º ganador de dos etapas